# 栗原市立栗駒中学校
栗原市立栗駒中学校（くりはらしりつ くりこまちゅうがっこう）は、宮城県栗原市にある市立中学校。
相撲の強豪校として知られ、校地に栗駒武道館が併設されている。

## 沿革
「栗駒中学校　沿革の概要」による。
- 1971年（昭和46年）4月1日 - 岩ケ崎中学校、尾松中学校の2校を統合し栗駒町立栗駒中学校開校。両校地を岩ケ崎教場、尾松教場とした。
- 1973年（昭和48年）9月1日 - 現在地にて新校舎建築工事竣工。
- 1973年（昭和48年）10月1日 – 校歌制定（作詞:山本正、作曲:海鋒義美。変ホ長調）[3]
- 1974年（昭和49年）4月1日 - 栗駒第二[注 1]・文字・耕英の3中学校を統合。
- 1978年（昭和53年）3月31日 - 昭和52年度学校教員統計調査表彰。
- 1980年（昭和55年）8月19日 – 相撲部が全国中学校相撲選手権大会出場。以後、全国大会の常連となる。
- 1983年（昭和58年）4月19日 - 福祉教育研究指定を受く。
- 1985年（昭和60年）5月23日 – 宮城県教育委員会指定｢在学青少年健全育成推進モデル地区」。
- 1985年（昭和60年）5月29日 – 文部省指定「中学校生徒指導総合推進校」。
- 2001年（平成13年）2月3日 – スキー全国大会出場。以後全国大会にたびたび出場。
- 2005年（平成17年）4月1日– 栗原市の市制施行により栗原市立栗駒中学校と改称。
- 2005年（平成17年）10月14日 – 宮城県教育委員会指定「起業教育実践校」。
- 2008年（平成20年）6月14日 – 岩手・宮城内陸地震。年度末まで災害復旧工事が続く。
- 2010年（平成22年）4月3日 - 相撲部、宮城県・栗原市相撲連盟から相撲振興功績賞受賞。
- 2010年（平成22年）9月17日 - 全国自作視聴覚教材コンクール、生徒会保健委員会制作PCソフト ｢The 心｣中学校部門入選。
- 2011年（平成23年）3月11日 – 東日本大震災。翌年度末まで設備災害復旧・安全管理対策工事が続く。
- 2013年（平成25年）4月1日 - 鶯沢中学校を統合[注 2]。
- 2022年（令和4年） - 宮城県「金融教育研究校」指定[4]。

## 通学区域
以下の小学校の通学区域。栗原市の北部（旧栗駒町・鶯沢町域）にあたり北辺は岩手県と接する。
- 栗原市立栗駒小学校（全域）
- 栗原市立栗駒南小学校（全域）
- 栗原市立鶯沢小学校（全域）

## 著名な出身者
- 秋山輝吉（射撃選手）
- 狩野英孝（タレント）
- 時疾風秀喜（大相撲現役力士、幕内）
- 大畑空宇（大相撲現役力士、幕下）
- 安大翔大和（大相撲現役力士、幕下）
- ほーみーず ちばしん・るか（ユーチューバー）[5]